# Fox Sports (Brasil)
Fox Sports fue un canal de televisión por suscripción brasileño enfocado en eventos deportivos lanzado al aire el 5 de febrero de 2012 en reemplazo de Speed Channel Brasil con la transmisión de un partido de la Copa Libertadores. La sede del canal fue ubicada en Río de Janeiro. Los canales fueran propiedad de The Walt Disney Company, y operados por The Walt Disney Company Latin America.
La sede del canal se fundó en la ciudad de Río de Janeiro en el estado del mismo nombre.
Fox Sports era el segundo canal más visto de la televisión de pago en horario estelar en el país, solo por detrás de SporTV de Globo. Un segundo canal, llamado Fox Sports 2, fue lanzado oficialmente el 24 de enero de 2014 con la emisión del programa Fox Vision,.
Debido a la venta de 21st Century Fox a The Walt Disney Company en 2019, Disney excluyó las operaciones de Fox Sports de sus planes para adquirir Fox Networks Group Latin America para, así, obtener la aprobación de compra de los entes antimonopolio de los gobiernos de México y Brasil. En México, fue vendido al Grupo Multimedia Lauman. El 6 de mayo de 2020, el regulador antimonopolio de Brasil, CADE, anunció que Fox Sports y ESPN Brasil se fusionarían con el canal, debido a los derechos de transmisión del canal y la abstracción en el país.
A partir del 11 de enero de 2021, Fox Sports no tendría ningún programa original, como parte del nuevo calendario deportivo de Disney.
El canal cerró el 17 de enero de 2022 para incorporarse a la familia televisiva de ESPN como ESPN 4.

## Programación

### Fútbol
- Copa Libertadores de América

### Lucha libre
- WWE

## Programas
- Abre o Jogo
- Além da Bola
- Bola da Vez
- Especial Libertadores
- ESPN FC
- La Liga World
- Los Archivos de La Liga
- Inside Serie A
- Momento ESPN
- Mundo Premier League
- Resenha
- Show da Rodada: Premier League
- Show da Rodada: La Liga
- Show da Rodada: Ligue 1
- Show da Rodada: Serie A
- UEFA Europa League Highlights
- UEFA Europa & Conference League Magazine

## Competidores
- SporTV
- BandSports
- TNT Sports (Brasil)
- Premiere